# Telipogon helleri
Telipogon helleri là một loài thực vật có hoa trong họ Lan. Loài này được (L.O.Williams) N.H.Williams & Dressler mô tả khoa học đầu tiên năm 2005.